# المتحف الأسترالي
المتحف الأسترالي هو متحفٌ مدرجٌ ضمن قائمة التراث في ويليام ستريت في نيوساوث ويلز في أستراليا. يُعتبر أقدم متحفٍ في أستراليا.